# Кардопольцева, Ольга Витальевна
О́льга Вита́льевна Кардопо́льцева (бел. Вольга Вітальеўна Кардапольцава; род. 11 сентября 1966, Алма-Ата) — советская и белорусская легкоатлетка, специалистка по спортивной ходьбе. Выступала за сборные СССР и Белоруссии по лёгкой атлетике в 1987—2003 годах, обладательница серебряных медалей чемпионатов мира и Европы, победительницы и призёрка первенств национального значения, рекордсменка СССР в ходьбе на 20 км, участница летних Олимпийских игр в Атланте. Мастер спорта СССР международного класса. Тренер по спортивной ходьбе.

## Биография
Ольга Кардопольцева родилась 11 сентября 1966 года в Алма-Ате. В 1987 году переехала на постоянное жительство в Белорусскую ССР, где проходила подготовку под руководством тренера Александра Фёдоровича Тарасевича.
Впервые заявила о себе в сезоне 1987 года, когда с результатом 21:46 стала девятой в мировом рейтинге ходоков на 5 км. Год спустя в той же дисциплине показала результат 22:13 и заняла 12-е место в мире.
В 1989 году с лучшим результатом в истории Европы и лучшим результатом мирового сезона (1:31:59) одержала победу в дисциплине 20 км на чемпионате СССР по ходьбе на 20 км среди женщин в Евпатории.
В 1990 году на соревнованиях в Калининграде установила рекорд СССР в ходьбе на 20 км (1:30:42), который впоследствии так и не был никем превзойдён. Также в дисциплине 10 км выиграла серебряные медали на чемпионате СССР по спортивной ходьбе в Москве и на чемпионате Европы в Сплите, финишировала четвёртой в ходьбе на 10 000 метров на Играх доброй воли в Сиэтле.
В 1991 году в ходьбе на 3000 метров победила на зимнем чемпионате СССР в Волгограде и стала четвёртой на чемпионате мира в помещении в Севилье. На Кубке мира в Сан-Хосе финишировала четвёртой в личном зачёте 10 км и тем самым помогла своим соотечественницам выиграть женский командный зачёт.
После распада Советского Союза Кардопольцева осталась действующей спортсменкой и продолжила принимать участие в крупнейших международных стартах в составе белорусской национальной сборной. Так, в 1994 году она представляла Белоруссию на Играх доброй воли в Санкт-Петербурге, где в ходьбе на 10 000 метров заняла итоговое 16-е место.
В 1995 году стала чемпионкой Белоруссии в ходьбе на 10 км, закрыла двадцатку сильнейших на Кубке мира в Пекине, показала 14-й результат на чемпионате мира в Гётеборге.
На Кубке Европы 1996 года в Ла-Корунье была восьмой и третьей в личном и командном зачётах соответственно. Благодаря череде удачных выступлений удостоилась права защищать честь страны на летних Олимпийских играх в Атланте — в программе ходьбы на 10 км показала результат 43:02, расположившись в итоговом протоколе соревнований на шестой строке.
В 1997 году заняла 13-е место на Кубке мира в Подебрадах, получила серебро на чемпионате мира в Афинах, уступив на финише титулованной итальянке Аннарите Сидоти.
В 1998 году стала восьмой на Кубке Европы в Дудинце и на чемпионате Европы в Будапеште.
В 1999 году в дисциплине 20 км заняла 24-е место на Кубке мира в Мезидон-Канон, была дисквалифицирована на чемпионате мира в Севилье.
На Кубке Европы 2000 года в Айзенхюттенштадте показала в ходьбе на 20 км 27-й результат.
В 2002 году заняла 15-е место на Кубке мира в Турине.
В 2003 году стала 11-й на Кубке Европы в Чебоксарах, выиграла бронзовую медаль на Всемирных военных играх в Катании, тогда как на чемпионате мира в Париже получила дисквалификацию.
Завершила спортивную карьеру по окончании сезона 2005 года.
Впоследствии работала тренером в Детско-юношеской спортивной школе «Прибужье» в Скоках.
Замужем за известным ходоком Андреем Макаровым. Есть дочери Александра (род. 1993) и Елизавета (род. 2001).